# Наумкино (Аургазинский район)
Наумкино (баш. Наумкин) — деревня в Балыклыкульском сельсовете Аургазинского района Республики Башкортостан России.
В 1999—2008 гг. — центр Наумкинского сельсовета.

## Географическое положение
Расстояние до:
- районного центра (Толбазы): 16 км,
- ближайшей железнодорожной станции (Белое Озеро): 40 км.

## Население
| 2002 | 2009 | 2010 |
| ---- | ---- | ---- |
| 600  | ↗673 | ↗699 |

Согласно переписи 2002 года, преобладающая национальность — чуваши (61 %).

## Религия
В селе есть православный храм.